# Screaming Life
Screaming Life — дебютний мініальбом американського рок-гурту Soundgarden, випущений у жовтні 1987 року, лейблом Sub Pop. Screaming Life є першим офіційним релізом для колективу. У 1990 році він був випущений разом з альбомом Fopp у вигляді компіляції Screaming Life/Fopp.

## Запис
Сеанс запису відбувся в 1987 році, Reciprocal Studios у Сіетлі. Продюсером альбому був Джек Ендіно, працюючи по тому з Nirvana і Mudhoney.

## Трек-лист
Автор слів Кріс Корнелл, автор музики Кім Таїл, крім тих, що вказані окремо. 
| #  | Назва             | Автор музики       | Тривалість |
| -- | ----------------- | ------------------ | ---------- |
| 1. | «Hunted Down»     |                    | 2:42       |
| 2. | «Entering»        |                    | 4:36       |
| 3. | «Tears to forget» | Хіро Ямамото, Таїл | 2:00       |
| 4. | «Nothing to Say»  |                    | 4:31       |
| 5. | «Little Joe»      |                    | 4:31       |
| 6. | «Hand of God»     | Ямамото            | 4:27       |